# Hagen Schulze
Hagen Schulze (Tánger, 31 de julio de 1943-Berlín, 4 de septiembre de 2014) fue un historiador alemán. Fue profesor de historia en la Universidad Libre de Berlín. Se especializó en la Edad Moderna de Alemania y de Europa, particularmente, en los nacionalismos comparados europeos.

## Biografía
Schulze estudió historia medieval y la temprana Edad Moderna, filosofía y ciencia política en la Universidad de Bonn y en la Universidad de Kiel. En 1967 recibió su doctorado y trabajó en los años siguientes en la Fundación Patrimonio Cultural Prusiano de Berlín y para los Archivos Federales de Coblenza. En 1977, obtuvo su habilitación con su biografía sobre Otto Braun. Posteriormente, fue tutor privado y profesor sustituto en Kiel y Berlín, hasta que fue nombrado profesor a tiempo completo de historia moderna en la Universidad Libre de Berlín en 1979.
Durante el Historikerstreit de 1986-87, Schulze defendió los puntos de vista de Ernst Nolte acerca de que los crímenes nazis, incluido el Holocausto, constituyeron una reacción a lo que se percibió como «una declaración de guerra judía» contra Alemania, basada en el temor de los nazis a la Unión Soviética.
De 2000 a 2006, Schulze fue el director del Instituto Histórico Alemán de Londres.

## Estado y nación en Europa
Con una inteligente combinación de historia de las ideas e historia de los acontecimientos, el profesor Schulze reconstruye en esta obra las evoluciones paralelas del estado y la nación en Europa desde la Edad Media hasta nuestros días. Para ello compara el desarrollo del estado en diferentes países europeos y muestra cómo los conceptos de estado y nación surgieron en los siglos XVIII y XIX como consecuencia de los grandes cambios económicos, políticos y culturales que tuvieron lugar. A través de la historia de la nación, Schulze traza diversos estadios en el desarrollo del nacionalismo y analiza cómo la identificación entre estado y nación arraigó en las masas y degeneró en los movimientos totalitarios del siglo XX, para acabar examinando las implicaciones del nacionalismo en la Europa central y del este y el futuro de una Europa unida a partir de la pluralidad de las naciones.

## Obras
- Otto Braun oder Preussens demokratische Sendung (1977)
- Weimar. Deutschland 1917-1933 (1984)
- Gibt es überhaupt eine deutsche Geschichte? (1989)
- Die Wiederkehr Europas (1991)
- Staat und Nation in der europäischen Geschichte (1994)
- Kleine deutsche Geschichte (1996) [Ed. en español: Breve historia de Alemania, trad. Ela María Fernández Palacios, Alianza Editorial, Madrid, 2001 ISBN 978-84-206-7872-6]